# Mesochorus exsertus
Mesochorus exsertus är en stekelart som beskrevs av Dasch 1971. Mesochorus exsertus ingår i släktet Mesochorus och familjen brokparasitsteklar. Inga underarter finns listade i Catalogue of Life.